# Tsuyoshi Takeda
Tsuyoshi Takeda (* 22. Januar 1987) ist ein ehemaliger japanischer Leichtathlet, der sich auf den Hindernislauf spezialisiert hatte.

## Sportliche Laufbahn
Erste internationale Erfahrungen sammelte Tsuyoshi Takeda im Jahr 2006, als er bei den Juniorenasienmeisterschaften in Macau in 9:07,14 min den fünften Platz belegte und anschließend bei den Juniorenweltmeisterschaften in Peking mit 8:51,75 min im Vorlauf ausschied. 2009 belegte er bei den Asienmeisterschaften in Guangzhou in 8:41,89 min den fünften Platz und auch bei den Asienspielen ebendort im Jahr darauf wurde er mit 8:41,26 min Fünfter. 2011 folgte bei den Asienmeisterschaften in Kōbe in 8:48,21 min ein weiterer fünfter Platz und 2013 gewann er bei den Asienmeisterschaften in Pune in 8:48,48 min die Bronzemedaille hinter den Bahrainern Tareq Mubarak Taher und Dejene Regassa. 2015 bestritt er in Nagoya seinen letzten Wettkampf und beendete damit seine aktive sportliche Karriere im Alter von 28 Jahren.
In den Jahren 2010 und 2011 wurde Takeda japanischer Meister im Hindernislauf.

## Persönliche Bestleistungen
- 3000 m Hindernis: 8:33,48 min, 5. Mai 2013 in Tokio